# Włochy na Letnich Igrzyskach Paraolimpijskich 2004
Włochy na Letnich Igrzyskach Paraolimpijskich 2004 w Atenach reprezentowało 76 zawodników, 62 mężczyzn i 14 kobiet. Reprezentacja Włoch zdobyła 19 medali, 4 złote, 8 srebrnych i 7 brązowych. Zajęli 31 miejsce w klasyfikacji medalowej.